# جبل القارية (نهم)

تعديل مصدري - تعديل

جبل القارية هي إحدى قرى عزلة عيال صياد بمديرية نهم التابعة لمحافظة صنعاء، بلغ تعداد سكانها 258 نسمة حسب تعداد اليمن لعام 2004.